# صموئيل دبليو. لويس
صموئيل دبليو. لويس (بالإنجليزية: Samuel W. Lewis)‏ هو دبلوماسي أمريكي، ولد في 1 أكتوبر 1930 في هيوستن في الولايات المتحدة، وتوفي في 10 مارس 2014 في McLean station ‏ في الولايات المتحدة.

## وصلات خارجية
- صموئيل دبليو. لويس على موقع إن إن دي بي (الإنجليزية)